# Campionati europei di ciclismo su strada 2017 - Cronometro maschile Junior
La cronometro maschile Junior dei Campionati europei di ciclismo su strada 2017, ventitreesima edizione della prova, si disputò il 2 agosto 2017 su un percorso di 32 km con partenza ed arrivo a Herning, in Danimarca. La medaglia d'oro fu appannaggio del norvegese Andreas Leknessund, il quale completò il percorso con il tempo di 39'16"23, alla media di 48,9 km/h; l'argento andò al danese Julius Johansen e bronzo al belga Sébastien Grignard.
Sul traguardo 52 ciclisti su 53 portarono a termine la competizione.

## Ordine d'arrivo (Top 10)
| Pos. | Corridore          | Squadra     | Tempo    |
| ---- | ------------------ | ----------- | -------- |
| 1    | Andreas Leknessund | Norvegia    | 39'16"23 |
| 2    | Julius Johansen    | Danimarca   | a 14"    |
| 3    | Sébastien Grignard | Belgio      | a 19"    |
| 4    | Daan Hoole         | Paesi Bassi | a 33"    |
| 5    | Søren Wærenskjold  | Norvegia    | a 37"    |
| 6    | Nik Čemažar        | Slovenia    | a 46"    |
| 7    | Filip Maciejuk     | Polonia     | a 51"    |
| 8    | Veljko Stojnić     | Serbia      | a 55"    |
| 9    | Loran Cassaert     | Belgio      | a 1'10"  |
| 10   | Antonio Puppio     | Italia      | a 1'18"  |